# オウギチョウチョウウオ
オウギチョウチョウウオ（扇蝶々魚、学名：Chaetodon meyeri）は、スズキ目チョウチョウウオ科に分類される魚類の一種。種小名は、本種のタイプ標本を所持していたオランダの人物（Johan Frederik Meijer）に由来するものと思われる。

## 形態
- 全長20cm[2]。
- 青白い体側に複数の黒い曲線が走っている。
- 周縁部は黄色。

よく似た種

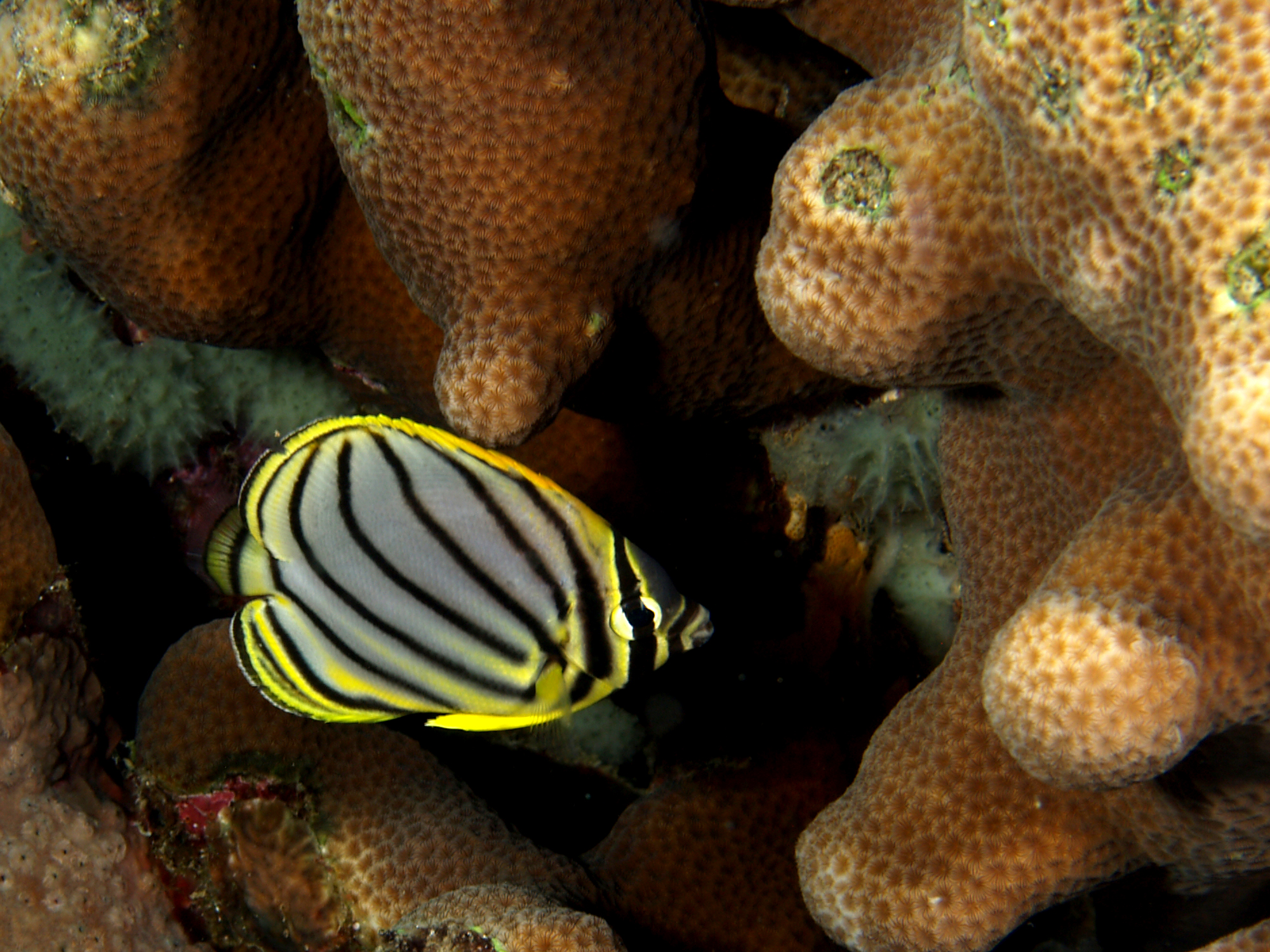
幼魚

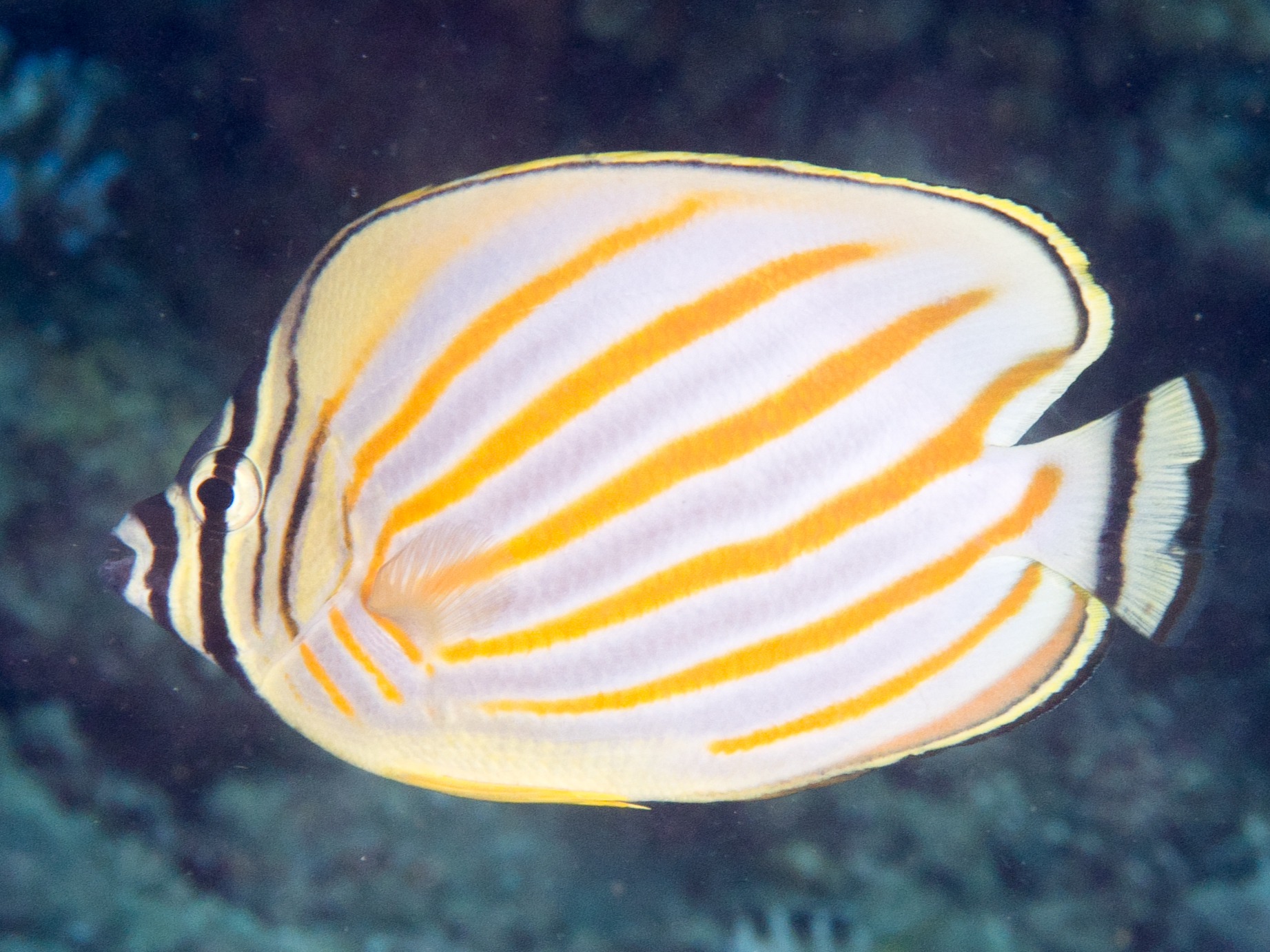
ハナグロチョウチョウウオ

本種はハナグロチョウチョウウオと生態や分布域が似ている。
本種の黒い曲線の部分は、ハナグロではオレンジ色の斜線である。本種とハナグロの交雑と思われる個体も存在する。

## 生態
サンゴの粘液やポリプを主に食べる。
水深5-35mのサンゴ礁に単独かペアで生息している。食性の関係上、サンゴが豊富なところに居付く。

## 分布
西部太平洋、インド洋。日本では少ない。

## 人とのかかわり
観賞魚。ポリプ食のため飼育は難しい。